# LASK Linz
A Linzer-Athletik-Sport-Klub osztrák sport és labdarúgóklub székhelye Linzben található. 1908-ban alapították.

## Történelem
A klubot 1908. augusztus 7-én alapították Linzer Sportclub néven, amit 1919-ben Linzer ASK-ra változtattak. A legmagasabb osztályban az 1940–41-es szezonban szerepelt először. 1965-ben első nem bécsi klubként megnyerte az osztrák bajnokságot. Még ugyanebben az évben az osztrák kupa serlegét is elhódította. A későbbiekben ezt még három kupagyőzelem követte (1967, 1970, 1999).
Az UEFA-kupa 1985–86-os idényében 1–0-ra legyőzte az Internazionale csapatát.
A ma is használatos LASK Linz nevet 1995-ben vette fel. 1997-ben egyesült az FC Linz csapatával (korábbi nevén: SK VÖEST Linz). A klub neve, színe nem változott.
Korábban a Linzer Stadionban léptek pályára.

## Keret

### Jelenlegi keret
2024. szeptember 1-i állapot szerint.
| #  |     | Poszt | Név                                                    |
| -- | --- | ----- | ------------------------------------------------------ |
| 1  | AUT | K     | Tobias Lawal                                           |
| 2  | USA | V     | George Bello                                           |
| 3  | FIN | V     | Tomas Galvez (kölcsönben a Manchester City csapatától) |
| 4  | UKR | V     | Makszim Talovjerov                                     |
| 5  | GER | V     | Philipp Ziereis                                        |
| 6  | NED | KP    | Melayro Bogarde                                        |
| 7  | AUT | KP    | Rene Renner                                            |
| 8  | NGR | CS    | Moses Usor                                             |
| 9  | CRO | CS    | Marin Ljubičić                                         |
| 10 | AUT | KP    | Robert Žulj ()                                         |
| 14 | KOS | KP    | Valon Berisha                                          |
| 16 | PAN | V     | Andrés Andrade                                         |
| 17 | GER | V     | Jérôme Boateng                                         |
| 18 | SRB | KP    | Branko Jovičić                                         |

| #  |     | Poszt | Név                                                                    |
| -- | --- | ----- | ---------------------------------------------------------------------- |
| 19 | FRA | CS    | Lenny Pintor                                                           |
| 20 | POR | V     | Tomás Tavares (kölcsönben a Szpartak Moszkva csapatától)               |
| 21 | AUT | KP    | Ivan Ljubić                                                            |
| 22 | MNE | V     | Filip Stojković                                                        |
| 23 | GHA | CS    | Ibrahim Mustapha                                                       |
| 25 | FRA | CS    | Alexis Tibidi                                                          |
| 26 | CRO | V     | Hrvoje Smolčić (kölcsönben az Eintracht Frankfurt csapatától)          |
| 27 | AUT | CS    | Maximilian Entrup                                                      |
| 28 | AUT | K     | Jörg Siebenhandl                                                       |
| 29 | AUT | CS    | Florian Flecker                                                        |
| 30 | AUT | KP    | Sascha Horvath                                                         |
| 36 | AUT | K     | Lukas Jungwirth (Kooperációs szerződéssel az Admira Wacker csapatától) |
| 43 | AUT | K     | Clemens Steinbauer                                                     |
| 44 | FRA | CS    | Adil Taoui                                                             |

### Kölcsönben
| # |     | Poszt | Név                                     |
| - | --- | ----- | --------------------------------------- |
|   | AUT | CS    | Elias Havel (a TSV Hartberg csapatánál) |

| # |     | Poszt | Név                                          |
| - | --- | ----- | -------------------------------------------- |
|   | GER | CS    | Lucas Copado (az Energie Cottbus csapatánál) |

## Sikerlista
- Osztrák bajnokság (1): 1964–65
- Osztrák kupa (1): 1964–65
- Osztrák másodosztály bajnok (5): 1957–58, 1978–79, 1993–94, 2006–07, 2016–17

## Vezetőedzők
- Georg Braun (1946–1952)
- Walter Alt (1950–1953)
- Ernst Sabeditsch (1953–1955)
- Josef Epp (1958–1960)
- Csernai Pál (1960–1962)
- Karl Schlechta (1962–1964)
- František Bufka (1965–1968)
- Vojtěch Skyva (1969–1970)
- Wilhelm Kment (1970–1972)
- Otto Barić (1972–1974)
- Adolf Blutsch (1979–1984)
- Dietmar Constantini (1993)
- Per Brogeland (1997–1998)
- Adam Kensy (1998, megbízott)
- Marinko Koljanin (1999–2002)
- Norbert Barisits (2003–2004)
- Werner Gregoritsch (2004–2006)
- Karl Daxbacher (2006–2008)
- Andrej Panadić (2008)
- Klaus Lindenberger (2008–2009)
- Hans Krankl (2009)
- Matthias Hamann (2009–2010)
- Helmut Kraft (2010)
- Georg Zellhofer (2010–2011)
- Walter Schachner (2011–2012)
- Karl Daxbacher (2012–2015)
- Martin Hiden (2015)
- Oliver Glasner (2015–2019)
- Valérien Ismaël (2019–2020)
- Dominik Thalhammer (2020–2021)
- Andreas Wieland (2021–2022)
- Dietmar Kühbauer (2022–2023)
- Thomas Sageder (2023–2024)
- Thomas Darazs (2024)
- Markus Schopp (2024–)

## Nemzetközi kupaszereplés
2019 augusztusi állapot szerint
| Szezon  | Kupasorozat          | Forduló                 | Ország     | Klub               | Hazai | Vendég          | Összesítés                                    |
| ------- | -------------------- | ----------------------- | ---------- | ------------------ | ----- | --------------- | --------------------------------------------- |
| 1963/64 | KEK                  | 1                       | CRO        | Dinamo Zagreb      | 1–0   | 0–1, 1–1 (h.u.) | 1–1 (A Zagreb jutott tovább pénzfeldobással.) |
| 1965/66 | BEK                  | 1                       | POL        | Górnik Zabrze      | 1–3   | 1–2             | 2–5                                           |
| 1969/70 | VVK                  | 1                       | POR        | Sporting CP        | 2–2   | 0–4             | 2–6                                           |
| 1977/78 | UEFA-kupa            | 1                       | HUN        | Újpesti Dózsa      | 3–2   | 0–7             | 3–9                                           |
| 1980/81 | UEFA-kupa            | 1                       | YUG        | Radnički Niš       | 1–2   | 1–4             | 2–6                                           |
| 1984/85 | UEFA-kupa            | 1                       | SWE        | Östers IF          | 1–0   | 1–0             | 2–0                                           |
|         |                      | 2                       | SCO        | Dundee United      | 1–2   | 1–5             | 2–7                                           |
| 1985/86 | UEFA-kupa            | 1                       | TCH        | Baník Ostrava      | 2–0   | 1–0             | 3–0                                           |
|         |                      | 2                       | ITA        | Inter              | 1–0   | 0–4             | 1–4                                           |
| 1986/87 | UEFA-kupa            | 1                       | POL        | Widzew Łódź        | 1–1   | 0–1             | 1–2                                           |
| 1987/88 | UEFA-kupa            | 1                       | NED        | FC Utrecht         | 0–0   | 0–2             | 0–2                                           |
| 1995    | UEFA Intertotó-kupa  | 6. csoport, 1. mérkőzés | SCO        | Partick Thistle    | 2–2   |                 |                                               |
|         |                      | 6. csoport, 2. mérkőzés | CRO        | NK Zagreb          |       | 0–0             |                                               |
|         |                      | 6. csoport, 3. mérkőzés | Izland     | Keflavík           | 2–1   |                 |                                               |
|         |                      | 6. csoport, 4. mérkőzés | FRA        | metz               |       | 0–1             |                                               |
| 1996    | UEFA Intertotó-kupa  | 2. csoport, 1. mérkőzés | SWE        | Djurgårdens IF     | 2–0   |                 |                                               |
|         |                      | 2. csoport, 2. mérkőzés | FRO        | B68 Toftir         |       | 4–0             |                                               |
|         |                      | 2. csoport, 3. mérkőzés | CYP        | Apóllon Lemeszú    | 2–0   |                 |                                               |
|         |                      | 2. csoport, 4. mérkőzés | GER        | Werder Bremen      |       | 3–1             |                                               |
|         |                      | Elődöntő                | RUS        | Rotor Volgograd    | 2–2   | 0–5             | 2–7                                           |
| 1999/00 | UEFA-kupa            | 1                       | ROM        | Steaua București   | 1–3   | 0–2             | 1–5                                           |
| 2000    | UEFA Intertotó-kupa  | 1. forduló              | Izrael     | Hapoel Petah-Tikva | 3–0   | 1–1             | 4–1                                           |
|         |                      | 2. forduló              | CZE        | FC Marila Pribram  | 1–1   | 2–3             | 3–4                                           |
| 2018/19 | Európa-liga          | 2. selejtezőkör         | NOR        | Lillestrøm         | 4–0   | 2–1             | 6–1                                           |
| 2018/19 | Európa-liga          | 3. selejtezőkör         | TUR        | Beşiktaş           | 2–1   | 0–1             | 2–2 (i.g.)                                    |
| 2019/20 | UEFA-bajnokok ligája | 3. selejtezőkör         | Svájc      | Basel              | 3–1   | 2–1             | 5–2                                           |
| 2019/20 | UEFA-bajnokok ligája | Rájátszás               | BEL        | Club Brugge        | 0–1   | 1–2             | 1–3                                           |
| 2019/20 | Európa-liga          | D csoport               | Portugália | Sporting CP        |       | 1–2             |                                               |
| 2019/20 | Európa-liga          | D csoport               | Hollandia  | PSV Eindhoven      |       |                 |                                               |
| 2019/20 | Európa-liga          | D csoport               | Norvégia   | Rosenborg          | 1–0   |                 |                                               |